# Poolse regering in ballingschap
De Poolse regering in ballingschap was de regering van Polen in ballingschap na de Duitse inval in Polen van 1939. De Poolse regering in ballingschap bestond van 17 september 1939 tot december 1990.

## Geschiedenis

### Frankrijk (september 1939 – juni 1940)
Op 17 september 1939 benoemde de Poolse president Ignacy Mościcki de senator Władysław Raczkiewicz tot eerste Poolse president in ballingschap. Raczkiewicz was op dat moment in Parijs en legde in de Poolse ambassade de eed af.
Op 18 december 1939 gaf de regering in ballingschap een verklaring van haar doelstellingen uit:
- Hoofdvijand is nazi-Duitsland
- Toestand van oorlog met de Sovjet-Unie
- Strijd voor de bevrijding van Polen
- Oprichting van een Pools leger in ballingschap
- Oprichting van een verzetsbeweging in het bezette Polen

Op 4 januari 1940 werd een Pools-Frans militair verdrag getekend en in het voorjaar van 1940 werd en de Poolse 1e Grenadierdivisie, de Poolse 10e Pantserbrigade en de Poolse 1e Infanteriedivisie opgericht, die zich verdienstelijk zouden maken bij de Slag om Frankrijk.

### Engeland (vanaf juni 1940)
Op 17 juni 1940, kort voor de capitulatie van Frankrijk, verlegde de Poolse regering haar zetel naar Londen, op uitnodiging van Churchill. Op 19 juni 1940 gaf generaal Sikorski de Polen (soldaten en vrijwilligers) die nog in Frankrijk waren de opdracht om naar Engeland te komen.
Op 5 augustus 1940 werd een Pools-Brits militair verdrag getekend, dat de vorming van Poolse strijdkrachten in Groot-Brittannië mogelijk maakte. Als vervolg hierop werden de Poolse 1e Pantserdivisie, de Poolse 1e Onafhankelijke Parachutistenbrigade en luchtmacht- en marine-eenheden opgericht.
In het bezette Polen werden nauwe banden onderhouden met de verzetsbeweging Armia Krajowa (AK).
Na de Duitse aanval op de Sovjet-Unie werd op 30 juli 1941 op initiatief van de Britse regering een overeenkomst gesloten tussen de Poolse regering in ballingschap en de Sovjet-Unie, waarbij de Poolse krijgsgevangenen in de Sovjet-Unie de mogelijkheid werd gegeven om zich aan te sluiten bij een zelfstandig Pools leger, onder leiding van Władysław Anders. Op 30 november 1941 ging generaal Władysław Sikorski naar Moskou, om met Stalin over het vertrek van deze strijdkrachten naar Perzië te onderhandelen. Als gevolg van deze overeenkomst konden tienduizenden Poolse krijgsgevangenen uit de Sovjet-Unie vertrekken.
Nadat in 1943 de massamoord door de Sovjet-Unie op Poolse officieren in Katyn bekend werd, eiste de Poolse regering in april 1943 opheldering. Als antwoord daarop verbrak de Sovjet-Unie de betrekkingen. Generaal Sikorski kwam in juli 1943 om het leven bij een vliegtuigongeluk in Gibraltar. De toedracht van dit ongeluk is nooit duidelijk geworden.

### Na de Tweede Wereldoorlog
Na de overwinning op Duitsland en als gevolg van de gesloten verdragen met de Sovjet-Unie trokken de Verenigde Staten en Groot-Brittannië op 6 juli 1945 de erkenning van de Poolse regering in ballingschap in. De Poolse legerskorpsen in West-Europa bleven echter nog tot 1946 (Italië) en 1947 (West-Duitsland) gestationeerd.
Omdat na de Conferentie van Potsdam de vrede met Duitsland niet formeel gesloten was, besloot de Poolse regering in ballingschap om in functie te blijven. Dit besluit werd in de Poolse gemeenschap buiten Polen breed ondersteund, omdat Polen nu bezet was door de Sovjet-Unie.
In 1954 kwam het in de Poolse regering in ballingschap tot een breuk, na het bekend worden van CIA-operaties in Polen. Het vertrouwen in president August Zaleski werd opgezegd en een raad van drie (Tomasz Arciszewski, generaal Władysław Anders en Edward Raczyński) nam diens functies over. Zaleski bleef echter in ambt tot zijn dood in 1972.
Ierland, Spanje en Vaticaanstad (tot 1979) waren de laatste landen, die de Poolse regering in ballingschap erkenden.
Op 22 december 1990 gaf de laatste Poolse president in ballingschap, Ryszard Kaczorowski, de symbolen van het presidentsambt van de Tweede Poolse Republiek aan de nieuwe, democratisch verkozen president van Polen, Lech Wałęsa. In 1992 werden medailles en andere onderscheidingen die de Poolse regering in ballingschap had verleend officieel erkend door de Poolse staat.

## Presidenten in ballingschap
- Ignacy Mościcki, 17–30 september 1939
- Władysław Raczkiewicz, 1939–1947
- August Zaleski, 1947–1972
- Stanisław Ostrowski, 1972–1979
- Edward Bernard Raczyński, 1979–1986
- Kazimierz Sabbat, 1986–1989
- Ryszard Kaczorowski, 1989–1990

De residentie van de presidenten in ballingschap bevond zich in de Londense wijk Chelsea op 43 Eaton Place en is tegenwoordig een museum.